# Seis dias de Antuérpia
Os Seis dias de Antuérpia era uma carreira de ciclismo em pista, da modalidade de seis dias, que é disputada no Sportpaleis de Antuérpia (Bélgica). A sua primeira edição data de 1934 e disputaram-se até 1994 com algumas interrupções.
Em 1956, Stan Ockers, um dos ganhadores, morreu em consequência de uma queda.

## Palmarés
| Ano       | Ganhadores                                          | Segundos                                               | Terceiros                                            |
| --------- | --------------------------------------------------- | ------------------------------------------------------ | ---------------------------------------------------- |
| 1934      | Jan Pijnenburg Cor Wals                             | Albert Buysse Roger Deneef                             | Emil Richli Adolf Schön                              |
| 1935      | Learco Guerra Adolf Van Nevele                      | René Martin Dieudonné Smets                            | Frans Bonduel Constant Huys                          |
| 1936      | Camile Dekuysscher Roger Deneef                     | Adolphe Charlier Maurice Depauw                        | Georges Ronsse Adolf Schön                           |
| 1937      | Jan Pijnenburg Frans Slaats                         | Albert Billiet Albert Buysse                           | Maurice Depauw Georges Ronsse                        |
| 1938      | Albert Billiet Albert Buysse                        | Cees Pellenaars Frans Slaats                           | Jan Pijnenburg Cor Wals                              |
| 1939      | Albert Billiet Albert Buysse                        | Gerrit Boeyen Cor Wals                                 | Karel Kaers Omer De Bruycker                         |
| 1940      | Gerrit Boeyen Gerrit Schulte                        | Achiel Bruneel Roger Deneef                            | Robert Naeye Adelin Van Simaeys                      |
| 1941-1946 | edições não realizadas                              | edições não realizadas                                 | edições não realizadas                               |
| 1947      | Achiel Bruneel Omer De Bruycker                     | Gerrit Boeyen Gerrit Schulte                           | Guy Lapébie Arthur Sérès                             |
| 1948      | René Adriaenssens Albert Bruylandt                  | Maurice Depauw Edward Thyssen                          | Stan Ockers Rik Van Steenbergen                      |
| 1949      | Gerrit Boeyen Gerrit Schulte                        | Cees Pellenaars Gerrit Peters                          | Maurice Depauw jr. Robert Naeye                      |
| 1950      | Achiel Bruneel Rik Van Steenbergen                  | Gerrit Peters Gerrit Schulte                           | Edward Thyssen Arie van Vliet                        |
| 1951      | Reginald Arnold Alfred Strom                        | René Adriaenssens Albert Bruylandt                     | Achiel Bruneel Josef De Beuckelaer                   |
| 1952      | Reginald Arnold Alfred Strom                        | Achiel Bruneel Rik Van Steenbergen                     | Gerrit Peters Gerrit Schulte                         |
| 1953      | Achiel Bruneel Oskar Plattner                       | Gerrit Peters Gerrit Schulte                           | Dominique Forlini Ferdinando Terruzzi                |
| 1954      | Gerrit Peters Gerrit Schulte                        | Oskar Plattner Armin Von Büren                         | Stan Ockers Rik Van Steenbergen                      |
| 1955      | Stan Ockers Rik Van Steenbergen                     | Gerrit Peters Gerrit Schulte                           | Walter Bucher Jean Roth                              |
| 1956      | Reginald Arnold Stan Ockers Jean Roth               | Arsène Rijckaert Emile Severeyns Rik Van Steenbergen   | Jan Derksen Gerrit Peters Gerrit Schulte             |
| 1957      | Reginald Arnold Willy Lauwers Ferdinando Terruzzi   | Lucien Gillen Gerrit Schulte Armin Von Büren           | Emile Severeyns Willy Vannitsen Rik Van Steenbergen  |
| 1958      | Reginald Arnold Emile Severeyns Rik Van Steenbergen | Klaus Bugdahl Jean Roth Gerrit Schulte                 | Jan Derksen Wout Wagtmans Wim van Est                |
| 1959 (1)  | Klaus Bugdahl Gerrit Schulte Peter Post             | Reginald Arnold Paul Depaepe Ferdinando Terruzzi       | Emile Severeyns Rik Van Steenbergen Willy Lauwers    |
| 1959 (2)  | Jo de Roo Jan Palmans                               | Maurice Joossen Jos Verachtert                         | August Peeters Leo Proost                            |
| 1960      | Jan Plantaz Peter Post Gerrit Schulte               | Leo Proost Emile Severeyns Rik Van Steenbergen         | Frans Aerenhouts Reginald Arnold Ferdinando Terruzzi |
| 1961      | Peter Post Willy Vannitsen Rik Van Looy             | Gilbert Maes Emile Severeyns Rik Van Steenbergen       | Palle Lykke Jensen Kay Werner Nielsen Leo Proost     |
| 1962      | Oscar Plattner Peter Post Rik Van Looy              | Palle Lykke Jensen Emile Severeyns Rik Van Steenbergen | Reginald Arnold Klaus Bugdahl Fritz Pfenninger       |
| 1963      | Palle Lykke Jensen Leo Proost Rik Van Steenbergen   | Reginald Arnold Peter Post Willy Vannitsen             | Klaus Bugdahl Fritz Pfenninger Hugo Scrayen          |
| 1964      | Noël Foré Fritz Pfenninger Peter Post               | Palle Lykke Jensen Leo Proost Rik Van Steenbergen      | Klaus Bugdahl Sigi Renz Hugo Scrayen                 |
| 1965      | Klaus Bugdahl Jan Janssen Peter Post                | Freddy Eugen Palle Lykke Jensen Rik Van Steenbergen    | Patrick Sercu Emile Severeyns Theo Verschueren       |
| 1966      | Jan Janssen Peter Post Fritz Pfenninger             | Klaus Bugdahl Eddy Merckx Patrick Sercu                | Rum Baensch Leo Proost Joseph Verachtert             |
| 1967      | Jan Janssen Peter Post Fritz Pfenninger             | Klaus Bugdahl Eddy Merckx Patrick Sercu                | Leo Proost Emile Severeyns Tom Simpson               |
| 1968      | Sigi Renz Emile Severeyns Theo Verschueren          | Fritz Pfenninger Peter Post Rik Van Looy               | Klaus Bugdahl Jan Janssen Patrick Sercu              |
| 1969      | Peter Post Patrick Sercu Rik Van Looy               | Léo Duyndam Fritz Pfenninger Leo Proost                | Sigi Renz Emile Severeyns Theo Verschueren           |
| 1970      | Klaus Bugdahl René Pijnen Peter Post                | Romain Deloof Patrick Sercu Alain Van Lancker          | Sigi Renz Theo Verschueren Rik Van Looy              |
| 1971      | Léo Duyndam René Pijnen Peter Post                  | Dieter Kemper Jean-Pierre Monséré Julien Stevens       | Walter Godefroot Sigi Renz Theo Verschueren          |
| 1972      | Léo Duyndam René Pijnen Theo Verschueren            | Patrick Sercu Alain Van Lancker Rik Van Linden         | Graeme Gilmore Wolfgang Schulze Julien Stevens       |
| 1973      | Léo Duyndam Gerard Koel René Pijnen                 | Klaus Bugdahl Graeme Gilmore Cyrille Guimard           | Walter Godefroot Norbert Seeuws Theo Verschueren     |
| 1974      | Eddy Merckx Patrick Sercu                           | René Pijnen Rik Van Linden                             | Léo Duyndam Gerben Karstens                          |
| 1975      | Eddy Merckx Patrick Sercu                           | Graeme Gilmore Julien Stevens                          | René Pijnen Alain Van Lancker                        |
| 1976      | Eddy Merckx Patrick Sercu                           | Dieter Kemper Freddy Maertens                          | Graeme Gilmore Rik Van Linden                        |
| 1977      | Freddy Maertens Patrick Sercu                       | Albert Fritz Marc Demeyer                              | René Pijnen Rik Van Linden                           |
| 1978      | Danny Clark Freddy Maertens                         | Donald Allan René Pijnen                               | Roman Hermann Marc Demeyer                           |
| 1979      | Albert Fritz René Pijnen Michel Vaarten             | Patrick Sercu Roger De Vlaeminck Rik Van Linden        | Ferdinand Bracke Wilfried Peffgen Stan Tourné        |
| 1980      | Wilfried Peffgen René Pijnen Roger De Vlaeminck     | Donald Allan Danny Clark Fons De Wolf                  | Roman Hermann Horst Schütz Gery Verlinden            |
| 1981      | René Pijnen Fons De Wolf                            | Wilfried Peffgen Stan Tourné                           | Roman Hermann Michel Vaarten                         |
| 1982      | Patrick Sercu Roger De Vlaeminck                    | Gert Frank René Pijnen                                 | Donald Allan Stan Tourné                             |
| 1983      | René Pijnen Stan Tourné                             | Patrick Sercu Etienne De Wilde                         | Roman Hermann Michel Vaarten                         |
| 1984-1986 | edições não realizadas                              | edições não realizadas                                 | edições não realizadas                               |
| 1987      | Danny Clark Etienne De Wilde                        | Roman Hermann Stan Tourné                              | Anthony Doyle Eric Vanderaerden                      |
| 1988      | Stan Tourné Etienne De Wilde                        | Danny Clark Roger Ilegems                              | Adriano Baffi Anthony Doyle                          |
| 1989      | edição não realizada                                | edição não realizada                                   | edição não realizada                                 |
| 1990      | Eric Vanderaerden Etienne De Wilde                  | Pierangelo Bincoletto Guido Bontempi                   | Johan Bruyneel Danny Clark                           |
| 1991      | Rudy Dhaenens Etienne De Wilde                      | Stan Tourné Jens Veggerby                              | Johan Bruyneel Danny Clark                           |
| 1992      | Stan Tourné Jens Veggerby                           | Urs Freuler Peter Pieters                              | Adriano Baffi Pierangelo Bincoletto                  |
| 1993      | Konstantín Jrabtsov Etienne De Wilde                | Urs Freuler Peter Pieters                              | Pierangelo Bincoletto Guido Bontempi                 |
| 1994      | Jens Veggerby Etienne De Wilde                      | Adriano Baffi Pierangelo Bincoletto                    | Kurt Betschart Bruno Risi                            |